# Rik Van Steenbergen
Rik Van Steenbergen (født 9. september 1924, død 15. maj 2003) var en belgisk cykelrytter, der betragtes som én af de største gennem tiderne. Han vandt bl.a. Flandern Rundt i både 1944 og 1946 samt Paris-Roubaix. Herudover vandt han verdensmesterskabet i landevejscykling hele tre gange (1949, 1956 og 1957).